# Großsteingrab Præstegaardsjord 1
Das Großsteingrab Præstegaardsjord 1 war eine megalithische Grabanlage der jungsteinzeitlichen Nordgruppe der Trichterbecherkultur im Kirchspiel Blistrup in der dänischen Kommune Gribskov. Es wurde im 19. Jahrhundert zerstört.

## Lage
Das Grab lag im Westen von Blistrup südlich des Kirkevej hinter Haus Nummer 33B. In der näheren Umgebung gibt bzw. gab es zahlreiche weitere megalithische Grabanlagen. Erhalten sind noch die beiden 2,5 km bzw. 2,8 km nordöstlich gelegenen Ganggräber Ølshøj und Digeshøi sowie der 2,1 km westsüdwestlich gelegene Dolmen von Slagsagergaard.

## Forschungsgeschichte
Aus dem Grab wurden 1824 Funde geborgen und dem Dänischen Nationalmuseum übergeben. Später wurde das Grab völlig abgetragen. Zwei Dokumentationen der Fundstelle durch Mitarbeiter des Nationalmuseums in den Jahren 1886 und 1937 erbrachten keine Hinweise auf bauliche Überreste.

## Beschreibung

### Architektur
Über die Anlage ist nur bekannt, dass sie eine Hügelschüttung besessen hatte, in der eine Grabkammer lag. Über Form, Orientierung und Maße liegen keine Angaben vor.

### Funde
Aus dem Grab stammen mehrere Beigaben, die belegen, dass das Grab von Angehörigen der Trichterbecherkultur errichtet wurde, später aber noch im Endneolithikum und der Bronzezeit weitergenutzt wurde. Erhalten ist ein dünnblattiges dicknackiges Beil aus Feuerstein. Verschollen sind ein Feuerstein-Meißel, drei Feuerstein-Dolche, ein Bronze-Dolch, Keramikscherben und Bernstein-Perlen.